# Hylodesmum glutinosum
Hylodesmum glutinosum là một loài thực vật có hoa trong họ Đậu. Loài này được (Muhl. ex Willd.) H. Ohashi & R.R. Mill mô tả khoa học đầu tiên năm 2000.